# Gissey-le-Vieil
Gissey-le-Vieil ist eine französische Gemeinde mit 104 Einwohnern (Stand 1. Januar 2022) im Département Côte-d’Or in der Region Bourgogne-Franche-Comté. Sie gehört zum Kanton Semur-en-Auxois und zum Arrondissement Montbard.
Nachbargemeinden sind Beurizot im Norden, Soussey-sur-Brionne im Osten, Éguilly im Südosten, Blancey im Südwesten und Thorey-sous-Charny im Westen.

## Siehe auch

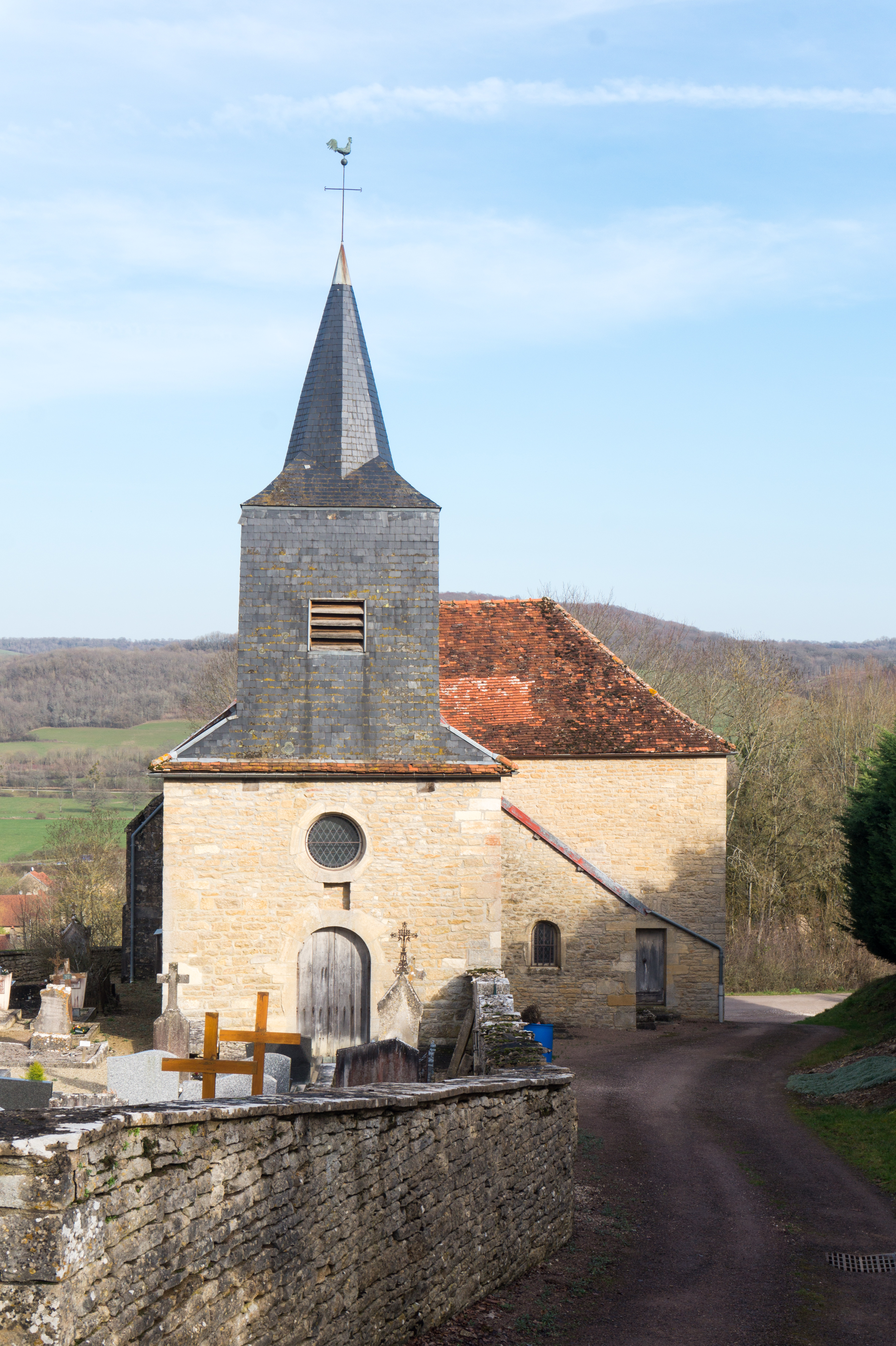
Kirche St-Martin

## Bevölkerungsentwicklung
| Jahr                       | 1962 | 1968 | 1975 | 1982 | 1990 | 1999 | 2008 | 2015 |
| -------------------------- | ---- | ---- | ---- | ---- | ---- | ---- | ---- | ---- |
| Einwohner                  | 121  | 128  | 101  | 72   | 74   | 104  | 105  | 110  |
| Quellen: Cassini und INSEE |      |      |      |      |      |      |      |      |